# 19367بينك فلويد
19367 بينك فلويد تسميته المؤقتة هي 1997 XW3 وهو عبارة عن كويكب صغير مظلم من المناطق الداخلية لحزام الكويكبات، قطر الدائرة لهذا الكويكب يساوي تقريبا 7 كيلومترات. تم اكتشافه في الثالث من ديسمبر عام 1997، عن طريق علماء الفلك الأوروبيين من شركة ODAS للابحاث الاستقصائية عن الكويكبات الصغيرة عن طريق مرصد CERGA بالقرب من كاوسولس في فرنسا. هذا الكويكب تم تسميته على اسم الفرقة الانجليزيه للروك بينك فلويد.

## المدار والتصنيف
بينك فلويد هو كويكب ليس له اسرة من المجوعات الخلفية للكويكبات. وهو يدور حول الشمس في داخل الحزام الرئيسي للكويكبات على مسافة 2.0-2.8 وحدة فلكية مرة كل ثلاثة سنين و 10 أشهر (1.397 يوم).ومار هذا الكويكب يمتلك انحراف مداري بمقدار 0.16ويمتلك انحراف مداري بمقدار 4 درجات فيما يتعلق بمسير الشمس.
هذا الكويكب تم التعرف اليه بالبداية على 1985 UZ2 اثناء اكتشاف مرصد كاوسولس في أكتوبر عام 1985. لقد بدأ قوس المراقبة لهذا الكويكب قبل 43 سنه من المراقبة الرسميه للاكتشاف، مع اسبقية التغطية التي حصل عليها مسح سلووان الرقمي للسماء في مرصد بلومر للسماء في يوليو عام 1954.

## الخصائص الفيزيائية
القطر والوضاءة
بالنسبة إلى المسح الذي تم نسبه إلى مشروع NEOWISE لمستكشف مسح الاشعه تحت الحمراءعلى نطاق واسع لوكالة ناسا، بينك فلويد يملك قطر 6.652 كيلومترات والسطح الخارجي لهذا الكوكب يملك وضاءة قليله وهي 0.048.. والوضاءة التي تكون بمقدار قريب من 0.05 تكون نموذجيه للاكربونيه (الغنية بالكربون)، وهذا النوع من الكويكبات هو النوع المهيمن للمنطقه الخارجيه للحزام الرئيسي، ولكن غير متعارف عليه ان يوكون هذا النوع موجود في الاجزاء الداخليه لهذا الحزام.بينك فلويد يمتلك حجم مطلق بمقدار 14.6.
الفترة الدورانيه
اعتبارا من العام 2017،لم يتم الحصول على دوران للمنحنى ضوئي لبينك فلويد عن طريق المنحنيات الضوئيه.الفترة الدورانية، محور الدوران والشكل للكويكبات بقي غير معروف.

## التسمية
هذا الكوكب الصغير تم تسميته نسبه إلى فرقة الروك النجليزيه بينك فلويد،التي اطلقت العديد من الاغاني تحت عنوان الاجسام الفضائية مثل "interstellar over drive"، "astronomy domine". وكان البوم الفرقة الجانب المظلم من القمر (1973) أحد أفضل التسجيلات مبيعا على مستوى العالم. الاقتباس الرسمي للاسم تم نشره عن طريق مركز الكواكب الصغيره في السادس من اغسطس عام 2003(مركز الكواكب الصغيره 49281).